# Немецкий эмиссионный банк
Немецкий эмиссионный банк (нем. Deutsche Notenbank) — восточно-немецкий эмиссионный банк.

## История
В феврале 1947 года были учреждены 5 земельных расчётно-эмиссионных банков:
- Расчётно-эмиссионный банк Саксонии (Emissions- und Girobank Sachsen)[2]
- Расчётно-эмиссионный банк Тюрингии
- Расчётно-эмиссионный банк Саксонии-Анхальт (Emissions- und Girobank Sachsen-Anhalt)
- Расчётно-эмиссионный банк Бранденбурга
- Расчётно-эмиссионный банк Мекленбурга

21 мая 1948 года был создан Немецкий расчётно-эмиссионный банк (Deutschen Emissions- und Girobank), 20 июля 1948 года он был реорганизован в Немецкий эмиссионный банк. Законом «О Немецком Эмиссионном банке» от 31 октября 1951 года банк получил исключительное право на издание банкнот и ведение кассовых расчётов госбюджета. Он подчинялся Министерству финансов ГДР. 1 января 1968 года банк был переименован в Государственный банк ГДР (нем. Staatsbank der DDR).

## Управление
Головной офис банка находился в Берлине. Германский эмиссионный банк управлялся директорией (Direktorium), состоявший из президента (Präsident), вице-президента (vizepräsident) и пяти директоров (direktor), президент банка назначался правительством по предложению премьер-министра, вице-президенты и директора назначались премьер-министром по предложению президента банка. До 1952 года в подчинении у Немецкого эмиссионного банка находились 5 земельных сберегательных банков:
- Саксонский земельный банк (Sächsische Landesbank)
- Тюрингский земельный банк (Thüringischen Landesbank)
- Провинциальный банк Марки Бранденбург (Provinzialbank Mark Brandenburg)
- Земельный банк Мекленбурга (Landesbank Mecklenburg)
- Провинциальный банк Саксонии-Анхальт

## Президенты
- Вилли Хун (1948-1950);
- Грета Кукхоф (1950-1958);
- Мартин Шмидт (1958-1961);
- Рольф Вецель (1961-1964);
- Гельмут Дитрих (1964-1967);
- Маргарете Витковски (1967).